# Лордкипанидзе, Отар Давидович
Отар Давидович Лордкипанидзе (груз. ოთარ ლორთქიფანიძე; 30 октября 1930, Тифлис — 19 мая 2002, Ахалцихе) — советский и грузинский учёный-археолог, доктор исторических наук, профессор, академик Национальной академии наук Грузии (2002). Центр археологических исследований АН Грузинской ССР — НАН Грузии (1977—2002). Лауреат Государственной премии Грузинской ССР и Премии Гумбольдта. Заслуженный деятель науки Грузинской ССР.

## Биография
Родился 30 октября 1930 года в Тбилиси, Грузинской ССР.
С 1947 по 1953 год обучался на историческом факультете Тбилисского государственного университета. С 1954 по 1957 год обучался в аспирантуре этого университета под руководством академика С. Г. Каухчишвили и в Ленинградском государственном университете, под руководством профессоров К. М. Колобовой и В. Ф. Гайдукевича.
С 1957 по 2002 год на педагогической работе Тбилисском государственном университете в качестве преподавателя и с 1969 года — профессора, где читал курс лекций по искусству и античной археологии.
С 1960 года одновременно с педагогической занимался и научно-исследовательской работой в Институте истории, археологии и этнографии АН Грузинской ССР в качестве научного и старшего научного сотрудника, с 1972 года — заместитель директора этого института. С 1977 по 2002 год — организатор и первый руководитель Центра археологических исследований АН Грузинской ССР — НАН Грузии и основатель Ванского археологического музея.

### Научно-педагогическая деятельность и вклад в науку
Основная научно-педагогическая деятельность О. Д. Лордкипанидзе была связана с вопросами в области античного мира, истории, религии и археологии древней Грузии, проблем генезиса государственности Грузии и греческой колонизации VIII—VI веков до нашей эры. О. Д. Лордкипанидзе являлся — членом Польского археологического общества (с 1972), Международной ассоциации классической археологии (с 1978), член-корреспондент Германского археологического института (с 1980), членом Испанской королевской академии истории (с 2001).
В 1957 году защитил кандидатскую диссертацию по теме: «Ремесленное производство и торговля в Мцхета в I—III вв. н. э. : к изучению экономики городов Иберии античной эпохи», в 1966 году защитил докторскую диссертацию на соискание учёной степени доктор исторических наук по теме: «Античный мир и древняя Грузия». В 1969 году ВАК СССР ему было присвоено учёное звание профессор. В 2002 году избран действительным членом НАН Грузии. О. Д. Лордкипанидзе было написано более трёхсот научных работ, в том числе двадцати монографий и сто шестьдесят научных статей опубликованных в ведущих научных журналах, под его руководством было выполнено семь докторских и двадцать кандидатских диссертаций.

## Основные труды
- Ремесленное производство и торговля в Мцхета в I—III вв. н. э. : к изучению экономики городов Иберии античной эпохи. — Тбилиси ; Ленинград, 1956. — 201 с.
- Античный мир и Древняя Грузия. — Тбилиси, 1966. — 440 с.
- И. А. Джавахишвили и новая грузинская археология. — Тбилиси : Мецниереба, 1976. — 15 с. (Доклады Объединенной научной сессии АН ГССР и Тбилисского государственного университета, посвященные 100-летию со дня рождения академика И. А. Джавахишвили; 2)
- К проблеме греческой колонизации Восточного Причерноморья (Колхиды). — Тбилиси : Мецниереба, 1977. — 108 с.
- Город-храм Колхиды: (История археол. раскопок в Вани). — Москва : Наука, 1978. — 79 с.
- Проблемы греческой колонизации Северного и Восточного Причерноморья: Материалы I Всесоюз. симпоз. по древ. истории Причерноморья, Цхалтубо, [4-7 мая] 1977 / [Отв. ред. О. Лордкипанидзе]. — Тбилиси : Мецниереба, 1979. — 415 с.
- Древняя Колхида: Миф и археология. — Тбилиси : Сабчота Сакартвело, 1979. — 230 с.
- Археология в Грузинской ССР / О. Д. Лордкипанидзе. — Тбилиси : Мецниереба, 1982. — 56 с.
- Тайна, которую хранит Вани : [Науч.-попул. очерк по истории одного из экон. и культ. центров древ. Колхиды] / Отар Лордкипанидзе. — 2-е изд., доп. — Тбилиси : Сабчота Сакартвело, 1984. — 124 с.
- Аргонавтика и древняя Колхида / О. Лордкипанидзе. — Тбилиси : Сабчота Сакартвело, 1986. — 150 с.
- Наследие древней Грузии / Отар Лордкипанидзе; АН ГССР, Археол. комис., Центр. археол. исслед. Ин-та истории, археологии и этнографии им. И. А. Джавахишвили. — Тбилиси : Мецниереба, 1989. — 435 с. ISBN 5-520-00467-6[3]

## Награды и премии
- Заслуженный деятель науки Грузинской ССР
- Государственная премия Грузинской ССР
- Премия Гумбольдта[1][2]